# Canton des Deux-Sorru
Le canton de Deux-Sorru est une ancienne division administrative française, située dans le département de la Corse-du-Sud et la collectivité territoriale de Corse. Son chef-lieu était Vico.

## Histoire
- De 1833 à 1848, les cantons de Soccia et de Vico avaient le même conseiller général. Le nombre de conseillers généraux était limité à 30 par département[1].
- Le canton des Deux-Sorru est créé en 1973 par la fusion des cantons de Soccia et de Vico.
- Il est supprimé par le décret du 24 février 2014, à compter des élections départementales de mars 2015[2]. Il est englobé dans le canton de Sevi-Sorru-Cinarca.

## Administration

### Conseillers généraux du canton de Soccia (1833-1973)
| Période                                  | Période                 | Identité                                  | Étiquette                            | Qualité                                                      |
| ---------------------------------------- | ----------------------- | ----------------------------------------- | ------------------------------------ | ------------------------------------------------------------ |
| 1833                                     | 1836                    | Ascagne Cunéo d'Ornano                    |                                      | Maire d'Ajaccio (1832-1837)                                  |
| 1836                                     | 1845                    | Joseph-Marie Multedo (1810-1894)          |                                      | Propriétaire, avocat à Bastia et à Ajaccio                   |
| 1845                                     | 1848                    | Jean-Luc Multedo                          |                                      | Avocat à Ajaccio                                             |
| 1848                                     | 1852                    | Antoine Defranchi                         |                                      | Docteur en médecine, juge de paix du canton de Soccia        |
| 1852                                     | 1859                    | Étienne Leca (1829-?)                     |                                      | Géomètre en chef du cadastre à Ajaccio                       |
| 1859                                     | 1861                    | Jean Antoine Pinelli                      |                                      | Abbé                                                         |
| 1861                                     | 1872                    | Étienne Leca                              |                                      | Géomètre en chef du cadastre à Ajaccio                       |
| 1872                                     | 1877                    | Comte François Pozzo di Borgo (1837-1907) | Bonapartiste puis Républicain modéré | Rentier à Ajaccio                                            |
| 1877                                     | 1883                    | Simon Ucciani                             | Républicain                          | Avocat puis Magistrat Propriétaire à Poggiolo                |
| 1883                                     | 1890                    | Étienne Leca                              | Républicain                          | Géomètre en chef du cadastre à Constantine (Algérie)         |
| 1890                                     | 1895                    | Philippe Leca (1862-1939)                 | Républicain                          | Avocat à Ajaccio, président du tribunal de Bastia            |
| 1895                                     | 1901                    | Félix-Antoine Leca (1865-1921)            | Républicain                          | Chancelier du Consul de France à La Canée (Crète)            |
| 1901                                     | 1907                    | Antoine-Louis Ottavy                      | Républicain                          | Ecclésiastique Professeur au Petit séminaire d'Ajaccio       |
| 1907                                     | 1913                    | Félix-Antoine Leca                        | Républicain                          | Vice-consul de France à Naples                               |
| 1913                                     | 1919 (élu dans l'Aisne) | Antoine-François Ceccaldi                 | Rad.                                 | Avocat à Paris                                               |
| 1919                                     | 1921 (annulation)       | M. Ottavy                                 |                                      | Contrôleur des douanes à Bastia                              |
| 1921                                     | 1925                    | François Coty                             | RG                                   | Parfumeur et patron de presse Sénateur (1923-1924, invalidé) |
| 1925                                     | 1933                    | Jean-François Ceccaldi                    | RG                                   |                                                              |
| 1933                                     | 1933 (annulation)       | François Ottavi                           | Radical                              | Vétérinaire départemental à Ajaccio, propriétaire à Soccia   |
| 1934                                     | 1940                    | M. Antonini                               | RG                                   | Médecin                                                      |
|                                          |                         |                                           |                                      |                                                              |
| 1945                                     | 1968 (décès)            | Martin Paoli                              | SFIO                                 | Maire de Poggiolo                                            |
| 18 août 1968                             | 1973                    | Jean-Antoine Gaffory                      | Rad. puis MRG                        | Directeur de la CPAM Maire de Guagno (1965-2008)             |
| Les données manquantes sont à compléter. |                         |                                           |                                      |                                                              |

### Conseillers d'arrondissement du canton de Soccia (de 1833 à 1940)
| Période                                  | Période | Identité                                          | Étiquette | Qualité |
| ---------------------------------------- | ------- | ------------------------------------------------- | --------- | --- |
| 1833                                     | 1839    | M. Leca                                           |           | Propriétaire et marchand à Vico                                                                             |
|                                          |         |                                                   |           | |
| 1848                                     | 1852    | Jean-Noël Pinelli                                 |           | Agent-voyer cantonal                                                                                        |
| 1852                                     | 1864    | François-Xavier Massimi                           |           | |
| 1864                                     | 1870    | Jean-Baptiste Antonini                            |           | |
| 1870                                     |         | Dominique François Antoine Bonifaci (ou Bonifacj) |           | Maire d'Orto                                                                                                |
|                                          |         |                                                   |           | |
| avant 1877                               | 1880    | Jean-Antoine Pinelli                              |           | |
| 1880                                     | 1886    | Dominique Poli                                    |           | Maire de Guagno                                                                                             |
|                                          |         |                                                   |           | |
| 1919                                     | 1922    | Jean-Pierre Carli                                 |           | Négociant à Poggiolo                                                                                        |
| 1922                                     | 1934    | M. Leca                                           | PRS       | |
| 1934                                     | 1940    | M. Venturini                                      |           | |
| 1940                                     |         |                                                   |           | Les conseils d'arrondissement ont été suspendus par la loi du 12 octobre 1940 et n'ont jamais été réactivés |
| Les données manquantes sont à compléter. |         |                                                   |           | |

### Conseillers généraux du Canton de Vico (1833-1973)
| Période | Période             | Identité                                    | Étiquette         | Qualité |
| ------- | ------------------- | ------------------------------------------- | ----------------- | --- |
| 1833    | 1836                | Ascagne Cunéo d'Ornano                      |                   | Maire d'Ajaccio (1832-1837) |
| 1836    | 1845                | Joseph-Marie Multedo (1810-1894)            |                   | Propriétaire, avocat à Bastia et à Ajaccio |
| 1845    | 1848                | Jean-Luc Multedo                            |                   | Avocat à Ajaccio |
| 1848    | 1864                | Jean Jourdan Casanelli d'Istria (1820-1892) |                   | Avocat à Ajaccio, propriétaire à Vico Juge au Tribunal civil d'Aubusson puis Président du Tribunal civil de Sartène Élu en 1889 dans le canton de Petreto-Bicchisano |
| 1864    | 1871                | Don César Pépin Leca (1830-1885)            |                   | Avocat à Vico |
| 1871    | 1883                | Comte Alfred Multedo (1846-1908)            | Bonapartiste      | Propriétaire Député (1885 et 1889) (élections annulées) |
| 1883    | 1883 (annulation)   | Jean-Jourdan Leca                           |                   | Aumônier de l'École Normale d'Ajaccio |
| 1883    | 1895                | Comte Alfred Multedo (1846-1908)            | Union des droites | Propriétaire Député (1885 et 1889) (élections annulées) |
| 1895    | 1901                | Dominique Cristinacce                       | Républicain       | Maire de Vico (1888-1896 et 1908-1910), ancien conseiller d'arrondissement                                                                                           |
| 1901    | 1904 (décès)        | Ange Muracciole                             | GD                | Entrepreneur de travaux publics Sénateur (1892-1904) Ancien maire de Belgodère, ancien conseiller général du canton de Vezzani                                       |
| 1904    | 1907                | Joseph Colonna                              | Républicain       | Maire de Vico (1896-1908) |
| 1907    | 1908 (invalidation) | Raphaël Casanelli d'Istria                  | Libéral           | Ancien secrétaire général, Ajaccio |
| 1908    | 1923 (décès)        | Jean-François Gallini                       | Rad. puis AD      | Avocat défenseur, maire de Sousse (Tunisie) Sénateur (1920-1923) |
| 1923    | 1940                | Philippe Chiappini                          | RG                | Médecin |
| 1945    | 1951                | Charles Delfini                             |                   | Médecin Maire de Vico (1939-1959) |
| 1951    | 1958                | Pascal Arrighi                              | Rad. puis SE      | Avocat - Député (1956-1962) Ancien conseiller municipal d'Ajaccio Maire de Vico (1959-1983)                                                                          |
| 1958    | 1973                | Charles-François Colonna (1911-1976)        | Rad. puis MRG     | Médecin Maire de Murzo (1946-1976), Sénateur-suppléant |

### Conseillers d'arrondissement du canton de Vico (de 1833 à 1940)
| Période                                  | Période | Identité                          | Étiquette | Qualité |
| ---------------------------------------- | ------- | --------------------------------- | --------- | --- |
|                                          |         |                                   |           | |
| 1836                                     |         | Joseph Bianchi                    |           | Propriétaire, maire de Coggia                                                                               |
|                                          |         |                                   |           | |
| 1848                                     | 1855    | François-Antoine Leca             |           | Propriétaire à Renno                                                                                        |
| 1855                                     | 1861    | Jean-François Colonna (1817-1890) |           | Notaire, juge de paix, maire de Vico (1860-1863)                                                            |
| 1861                                     |         | Sylvestre Rocca (1830-1919)       |           | Maire de Vico (1863-1870)                                                                                   |
| avant 1877                               |         | Dominique Cristinacce (1854-1915) |           | Propriétaire à Vico                                                                                         |
|                                          | 1880    | Gervais Leca (1843-1903)          |           | Employé des lignes télégraphiques à Marseille, puis percepteur à Vico                                       |
| 1880                                     |         | François-Xavier Franchi           |           | Médecin, propriétaire à Coggia                                                                              |
|                                          |         |                                   |           | |
| 1928                                     | 1940    | Dominique Leca                    |           | Suppléant du juge de paix à Vico                                                                            |
| 1940                                     |         |                                   |           | Les conseils d'arrondissement ont été suspendus par la loi du 12 octobre 1940 et n'ont jamais été réactivés |
| Les données manquantes sont à compléter. |         |                                   |           | |

### Conseillers généraux du Canton des Deux-Sorru (de 1973 à 2015)
| Période | Période | Identité                                  | Étiquette    | Qualité                                       |
| ------- | ------- | ----------------------------------------- | ------------ | --------------------------------------------- |
| 1973    | 2008    | Dominique Colonna (fils de Ch.Fr.Colonna) | MRG puis DVG | Médecin cardiologue Maire de Vico (1984-2001) |
| 2008    | 2015    | François Dominique Colonna                | DVD          | Chef d'entreprise Maire de Vico depuis 2001   |

## Composition
Le canton de Deux-Sorru comprenait onze communes.
| Nom              | Code Insee | Intercommunalité    | Population (dernière pop. légale) |
| ---------------- | ---------- | ------------------- | --------------------------------- |
| Vico (chef-lieu) | 2A348      | CC Spelunca-Liamone | 897 (2014)                        |
| Arbori           | 2A019      | CC Spelunca-Liamone | 56 (2014)                         |
| Balogna          | 2A028      | CC Spelunca-Liamone | 128 (2014)                        |
| Coggia           | 2A090      | CC Spelunca-Liamone | 784 (2014)                        |
| Guagno           | 2A131      | CC Spelunca-Liamone | 141 (2014)                        |
| Letia            | 2A141      | CC Spelunca-Liamone | 113 (2014)                        |
| Murzo            | 2A174      | CC Spelunca-Liamone | 90 (2014)                         |
| Orto             | 2A196      | CC Spelunca-Liamone | 62 (2014)                         |
| Poggiolo         | 2A240      | CC Spelunca-Liamone | 101 (2014)                        |
| Renno            | 2A258      | CC Spelunca-Liamone | 60 (2014)                         |
| Soccia           | 2A282      | CC Spelunca-Liamone | 151 (2014)                        |

## Démographie
| 1975  | 1982  | 1990  | 1999  | 2006  | 2011  | 2012  |
| ----- | ----- | ----- | ----- | ----- | ----- | ----- |
| 3 303 | 3 040 | 2 376 | 2 489 | 2 677 | 2 564 | 2 575 |